# 异纹樱蛤属
异纹樱蛤属（学名：Scissulina）是樱蛤科下的一个属。

## 下属物种
本属包括以下物种：
- Scissulina dispar (Conrad, 1837)
- 齐氏异纹樱蛤 Scissulina tsichungyeni Scarlato, 1965